# Sec (prohibition)
Pour les articles homonymes, voir sec.

Carte représentant les comtés secs (dry county, en rouge), humides (en bleu) et mixtes (en jaune) des États-Unis.

En Amérique du Nord, une région sèche (ville sèche,, village sec, comté sec, État sec (en), etc.) désigne un endroit où la vente ou la consommation de boissons alcoolisées est interdite ou fortement restreinte.
Ces régions varient selon les législations. Ainsi, par exemple, plusieurs réserves amérindiennes sont sèches.